# 山王権現

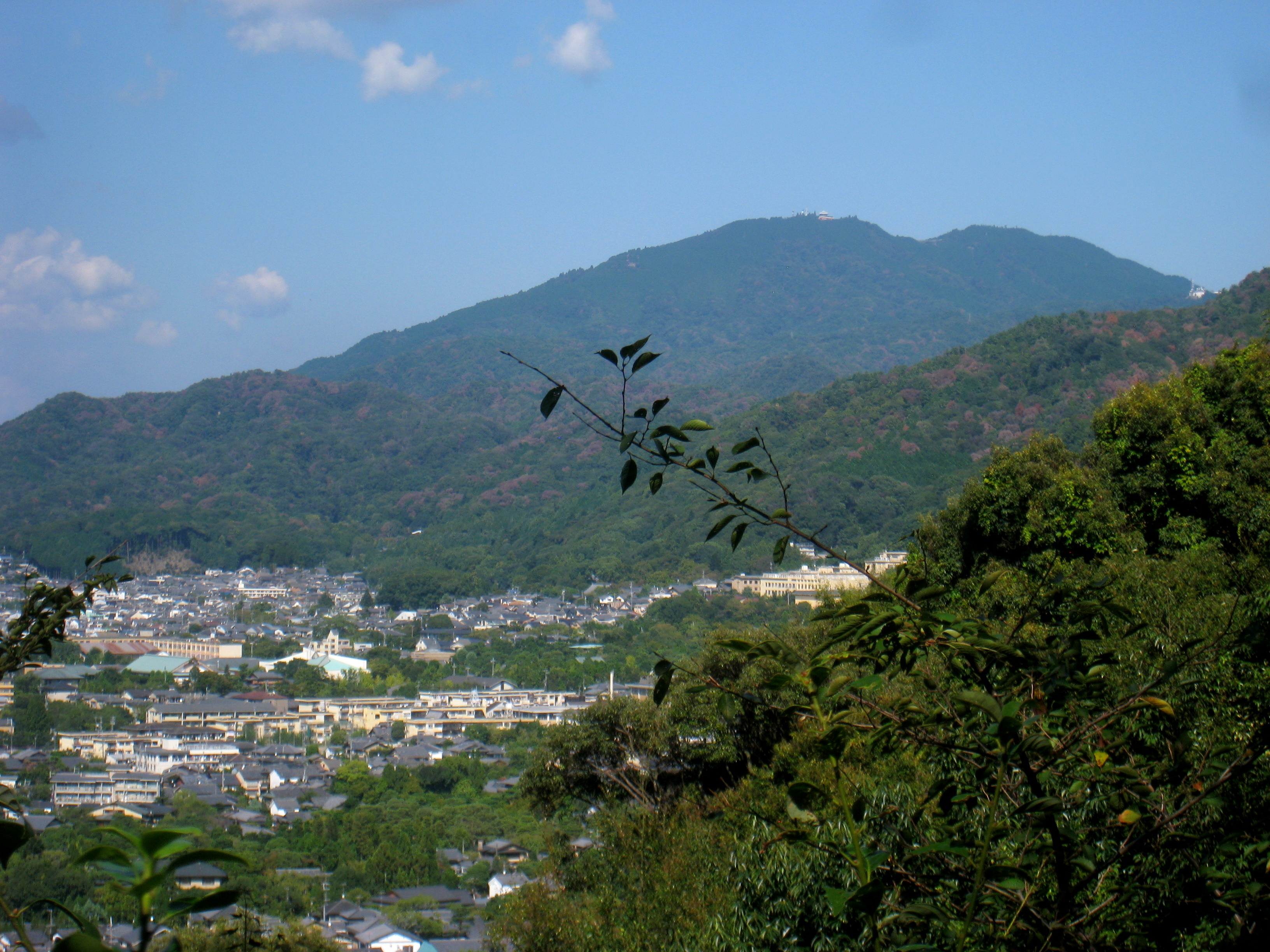
比叡山

山王権現（さんのうごんげん）は日枝山（比叡山）の山岳信仰と神道、天台宗が融合した神仏習合の神である。天台宗の鎮守神。日吉権現、日吉山王権現とも呼ばれた。明治維新で廃された。

## 歴史

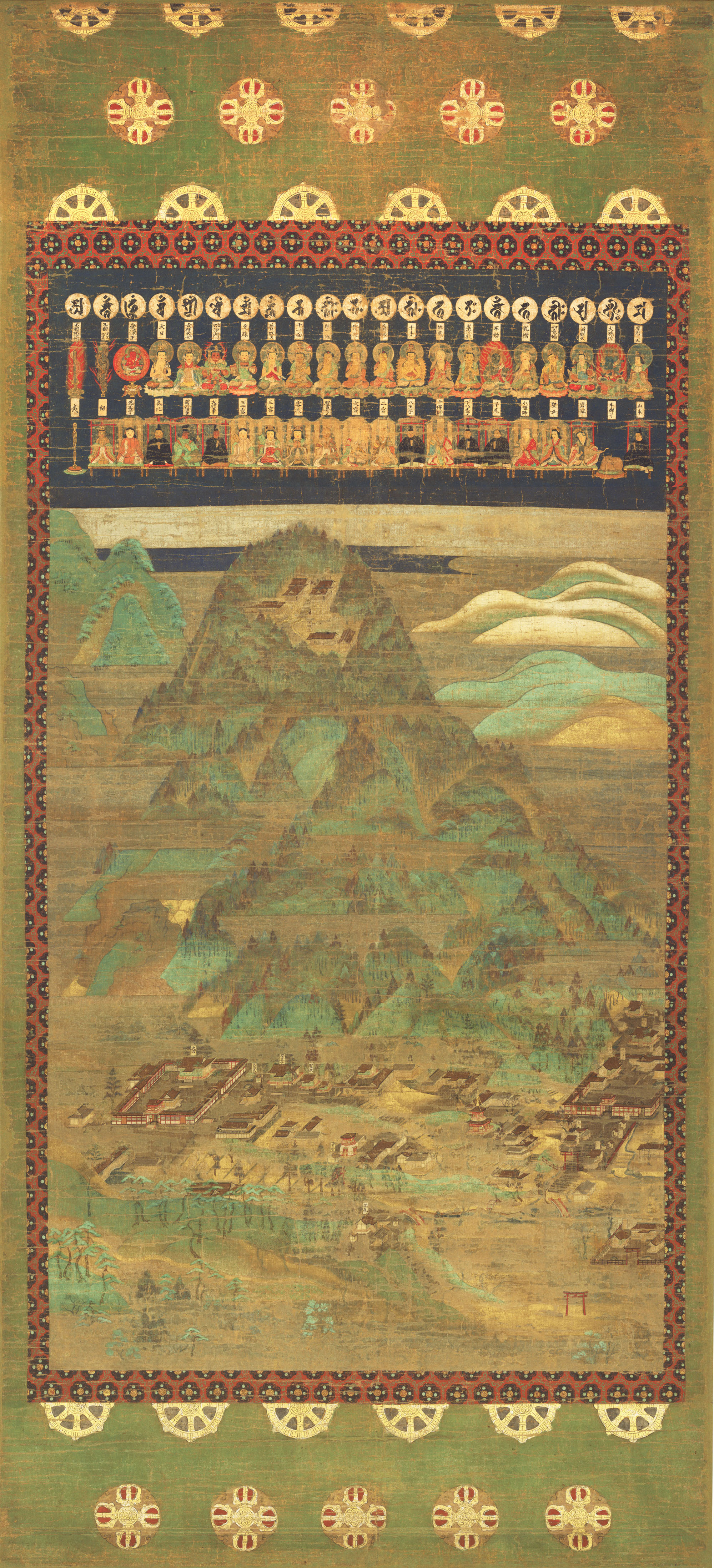
絹本著色日吉山王宮曼荼羅図（室町時代、1334年-1392年頃）
下部は山王二十一社の俯瞰図で八王子山頂の二社と山麓の社殿群を描く。

山王権現とは、日枝山（比叡山）の、山岳信仰、神道、天台宗が融合して成立した、延暦寺の鎮守神である。また、日吉社の祭神を指すこともあった。
山王権現は、比叡山の神として「ひよっさん（日吉さん）」とも呼ばれ、日吉社を総本宮とする、全国の比叡社（日吉社）に祀られた。また、「日吉山王」とは、日吉社と延暦寺とが混然としながら、比叡山を「神の山」として祀った信仰の中から生まれた呼び名とされる。
日本天台宗の開祖最澄（伝教大師）が入唐して天台教学を学んだ天台山国清寺では、周の霊王の王子晋が神格化された道教の地主山王元弼真君が鎮守神として祀られていた。唐から帰国した最澄は、天台山国清寺に倣って比叡山延暦寺の鎮守神（地主神）として山王権現を祀った。
音羽山の支峰である牛尾山は、古くは主穂（うしお）山と称し、家の主が神々に初穂を供える山として信仰され、日枝山（比叡山）の山岳信仰の発祥となった。また、『古事記』には「大山咋神。亦の名を山末之大主神。此の神、近淡海国（近江国）の日枝山に座す｡また葛野の松尾に座す。」との記載があり、さらには、三輪山を神体とする大神神社から大己貴神の和魂とされる大物主神が日枝山（比叡山）に勧請された。このようにして開かれた日吉社は、天台宗の護法神や伽藍神として、神仏習合が最も進んだ神社のひとつとされた。
延暦寺と日吉社とは、延暦寺を上位にしながら密接な関係を持ち、平安時代から、延暦寺が日吉社の役職の任命権を持つようになった。天台宗が日本全国に広まると、それに併せて天台宗の鎮守神である山王権現を祀る山王社も全国各地で建立された。天台宗は山王権現の他にも八王子権現なども比叡山に祀り、本地垂迹に基づいて山王21社に本地仏を定めた。
江戸時代の初期に、日吉社社の神主は神仏習合を認めることができず、唯一神道を行おうと、僧形の御神体を燃やすなど、廃仏毀釈を試みたことがあった。しかし、延暦寺が幕府に訴えて裁判となり、日吉社が負けたため、神主は島流しとなり、当時の社家は断絶させられ、日吉社は延暦寺の完全な管理を受けるようになった。このとき、延暦寺から、「祭りと掃除以外のことをするときは、延暦寺の許可を得なければならない」という掟を定められたという。その後の日吉社は経済的にも延暦寺の管理下となった。

## 祭神
近世期の上七社の祭神（ジョン・ブーリンの論文の表の一部）

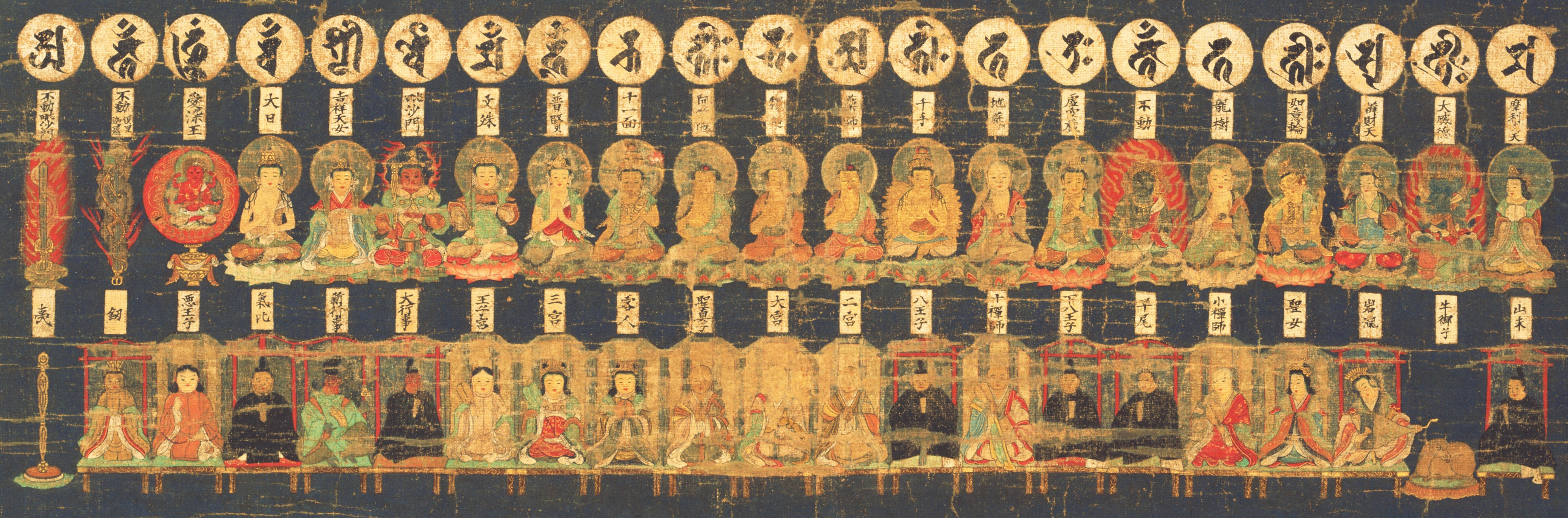
絹本著色日吉山王宮曼荼羅図の上部。山王二十一社の祭神・本地仏・種子。下段中央の僧形の神が山王の上位三柱「山王三聖」。これらの神々は出家している。

西の山王（現在の西本宮系）
| 社名   | 祭神                                                                       |
| ------ | -------------------------------------------------------------------------- |
| 大宮   | 大己貴神（オオナムチノカミ）                                               |
| 聖真子 | 正哉吾勝勝速日天忍穂耳尊（マサヤアカツカチハヤヒアマノオシホミミノミコト） |
| 客人   | 伊弉冊尊（イザナミノミコト）                                               |

東の山王（現在の東本宮系）
| 社名   | 祭神                     |
| ------ | ------------------------ |
| 二宮   | 国常立尊（クニトコタチ） |
| 十禅師 | 瓊瓊杵（ニニギノミコト） |
| 八王子 | 国狭槌（クニノサツチ）   |
| 三宮   | 惶根（カシコネノミコト） |

山王二十一社の本地仏
|                     | 社名           | 本地                                     | 所在地（現在）     |
| ------------------- | -------------- | ---------------------------------------- | ------------------ |
| 上七社 （山王七社） | 大宮（大比叡） | 釈迦如来                                 |                    |
| 上七社 （山王七社） | 二宮（小比叡） | 薬師如来                                 |                    |
| 上七社 （山王七社） | 聖真子         | 阿弥陀如来                               |                    |
| 上七社 （山王七社） | 八王子         | 千手観世音菩薩                           | 八王子山頂         |
| 上七社 （山王七社） | 客人           | 十一面観世音菩薩                         |                    |
| 上七社 （山王七社） | 十禅師         | 地蔵菩薩                                 | 東本宮境内         |
| 上七社 （山王七社） | 三宮           | 普賢菩薩                                 | 八王子山頂         |
| 中七社              | 大行事         | 毘沙門天                                 | 東本宮境内         |
| 中七社              | 牛御子         | 大威徳明王                               | 牛尾神社拝殿内     |
| 中七社              | 新行事         | 持国天または吉祥天                       | 東本宮境内         |
| 中七社              | 下八王子       | 虚空蔵菩薩                               | 東本宮参道         |
| 中七社              | 早尾           | 不動明王                                 | 境内入口附近       |
| 中七社              | 王子           | 文殊菩薩                                 | 境外・止観院の附近 |
| 中七社              | 聖女           | 如意輪観音                               | 宇佐宮境内         |
| 下七社              | 小禅師         | 竜樹菩薩または弥勒菩薩                   | 東本宮境内         |
| 下七社              | 大宮竈殿       | 大日如来                                 | 西本宮境内         |
| 下七社              | 二宮竈殿       | 日光・月光                               | 東本宮境内         |
| 下七社              | 山末           | 摩利支天                                 | 東本宮参道         |
| 下七社              | 岩滝           | 弁財天                                   | 東本宮参道         |
| 下七社              | 剣宮           | 倶利伽羅不動                             | 白山姫神社境内     |
| 下七社              | 気比           | 聖観音菩薩または大日如来または阿弥陀如来 | 宇佐宮境内         |

## 日吉山王曼荼羅図
日吉山王曼荼羅図（ひえさんのうまんだらず）は、比叡山に祀られる仏や神を混在させながら、天台宗の教理に従って描かれた曼荼羅である。その形式から、宮曼荼羅図（みやまんだらず）、本地仏曼荼羅図（ほんじぶつまんだらず）、垂迹神曼荼羅図（すいじゃくしんまんだらず）などに分類される。

### 宮曼荼羅図
空の上から見下ろすように、神社の風景を描いたものである。宮曼荼羅図は、社殿を訪れることのできない人々が、自宅でこれを拝むことで、実際の参拝に替えるためのものだったという。
重要文化財として「絹本著色日吉山王宮曼荼羅図」（奈良市・大和文華館蔵）や、「絹本著色日吉山王宮曼荼羅図」（東近江市・百済寺蔵）があるほか、「絹本著色山王宝塔曼荼羅図」（京都市・大谷大学博物館蔵）などがある。

### 本地仏曼荼羅図
山王権現の本来の姿は仏であるとして、社殿の中で、普通の仏像の姿で座っている光景を描いたものである。

### 垂迹神曼荼羅図
本地仏曼荼羅図とは対照的に、山王権現を神像の姿で描いたものである。一つの社殿に比叡山の神々の集う様子が描かれている。
重要文化財として、「日吉山王垂迹神曼荼羅図」（大津市・西教寺蔵）があるほか、「絹本著色日吉山王垂迹曼荼羅図」（山王講・蔵之辻伴蔵）や、「絹本著色日吉山王十禅師曼荼羅図」（東京都・真如苑蔵）がある。

## 神仏分離・廃仏毀釈
明治維新の神仏分離・廃仏毀釈によって、天台宗の鎮守神である山王権現は廃された。
明治政府の宗教政策は、樹下茂国（日吉社の社司で明治政府の神祇事務局の権判事）、平田銕胤、矢野玄道、大国隆正・六人部是香ら復古神道系の神道家たちの影響下にあったが、この復古神道とは本居宣長の没後に門人の平田篤胤が大成した神道説で、儒教と仏教への激しい批判、習合神道（神仏習合）の否定を特徴とし、儒教・仏教が伝来する以前の神道への回帰を実現しようとするものであった。彼ら平田派神道家は、政府の宗教政策を通じ、神仏分離と神道国教化を目指しており、明治政府は、自らを正当化する万世一系という近代国家の神話を全国の神社に背負わせるために、1868年（明治元年）に神仏判然令（神仏分離令、1868年）を発令した。
これを受けて日本中で破壊的で激しい廃仏毀釈の運動が起きたが、その破壊の契機は、樹下茂国率いる、吉田神社（京都市）の神官ら（祝部の生源寺希嶼、生源寺業親、樹下成言など）40名の神職で構成された「神威隊」と、彼らが雇い入れた坂本村の村民数十名による日吉社での破壊行為である。当時の延暦寺の寺僧と日吉社の社僧の関係は良いものではなく、神仏判然令に社僧らが利権を得た形になって暴走し、彼らは仏像・仏器・仏具・経典といった日吉社に飾られていた宝物を破壊し焼き払い、その数は数千点に上るといわれ、日吉社の七社すべてが彼らの暴力の被害にあった。梵鐘等の金属部分を大砲や貨幣鋳造のために押収するなどしている。樹下茂国は自ら主導して作った神仏判然令を盾に破壊行為を行ったが、布告にあった神社からの仏教的なものの排除を超え、あまりに行き過ぎていたため、明治政府から権威をかさに着て私憤を晴らさないよう注意を受け、一時政府により監禁された。この激しく暴力的な事件は、廃仏毀釈が全国に広がる発端となった。
日吉社は率先して仏教色を一掃すると、延暦寺から独立して社名を日吉大社とした。彼らの破壊行為により日吉社は延暦寺の支配下から外れ、神仏判然令が出された年に、仏教色を排した近代的な山王祭が初めて行われたが、七社に奉仕していた僧身分の宮仕・下級僧侶は皆還俗して参加しており、延暦寺の僧侶の参加は許されなかった。樹下茂国たちはさらに仏教の排除を進め、七社のうち、彼らが「仏教臭い」と感じたであろう十禅師、聖真子、八王子の社号を改称した。暴力や破壊を伴う徹底的な仏教的要素の排除は、現在まで大きな傷跡を残すこととなった。祭神も祭祀も大幅に変更し、現在の日吉大社は、祭神、祭祀、神職や祭事に携わる人々、社殿内部の装飾や用具まで純神道様式に整えられており、神仏習合が欠かせぬ要素であった前近代の日吉山王権現の祭祀は現在では失われている。
なお、日吉大社の権禰宜は、廃仏毀釈は「持て余すものをお焚き上げしたに過ぎない」ものだったと主張し、 江戸初期に既に廃仏毀釈が行われた点をみても、日吉社側は神仏習合をもともと快く思っておらず、神仏分離令をきっかけにすぐ廃仏毀釈が行われたのは、自然な成り行きだったと話している。最初の廃仏のときに、仏像等を延暦寺に返せば円満に解決したはずだが、裁判を起こされたことが、日吉社と延暦寺の間にしこりを残し、明治期の激しい廃仏につながったのだという。もっとも当時は、これまでの崇敬の対象を破壊することはできないと、仏像等を隠した神官や氏子も多くみられたという。神仏分離令の直後に日吉社の例ほど急速で激しい廃仏毀釈は他になく、奈良国立博物館の野尻忠は「首謀者（樹下茂国）の個性に依る部分も大きい」と指摘している。
神仏判然令の翌年の1869年（明治2年）に、樹下茂国と思われる人物が『日吉社禰宜口伝抄』という史料を偽造した可能性が極めて高い。これは11世紀の囗伝を生源寺行丸が16世紀に文書化したものとされ、樹下茂国はこれに拠り大己貴神を除く祭神を変更した。これらの祭神は、樹下茂国と思われる人物が明治2年初めに大津県に提出した「祭神および勧請年記云々」という文書が初出である。
現在も残る山王社の多くも祭神が代えられ、大山咋神を祭神とする神道の日枝神社や日吉神社等になっている。
2008年、日吉大社は山折哲雄の提唱する「神仏同座、神仏和合の精神の復活」の精神にもとづく神仏霊場会が組織された際、これに創立メンバー125社寺のひとつとして参加、2016年からは「日吉山王大権現」と大書された「干支大絵馬」を成安造形大学に依頼して毎年作成し、参道脇に設置している。